# Sarigjugh
Sarigjugh (armeniska: Սարիգյուղ) är en ort i Armenien. Innan 10 maj 1951 hette orten Srgjugh (armeniska: Սռիգյուղ). Den ligger i provinsen Tavusj, i den norra delen av landet, 110 kilometer nordost om huvudstaden Jerevan. Sarigjugh ligger 828 meter över havet och antalet invånare är 1 096.
Terrängen runt Sarigjugh är huvudsakligen kuperad, men söderut är den bergig. Närmaste större samhälle är Idzjevan, 17,4 kilometer söder om Sarigjugh. 
Omgivningarna runt Sarigjugh är en mosaik av jordbruksmark och naturlig växtlighet. Runt Sarigyugh är det ganska tätbefolkat, med 58 invånare per kvadratkilometer.